# クッシー

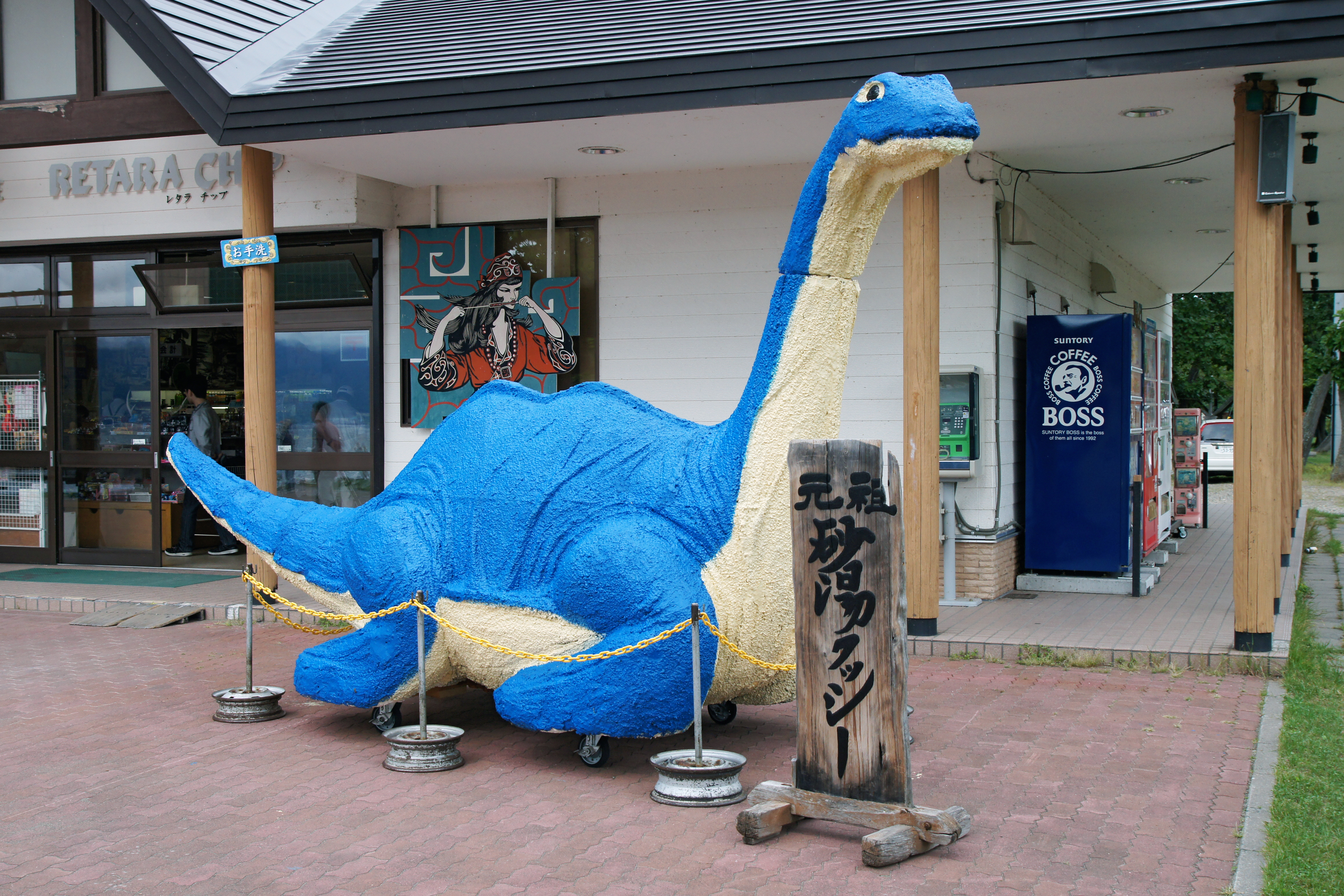
屈斜路湖畔にあるクッシー像

クッシーは、北海道屈斜路湖で1973年から目撃証言のある未確認生物（UMA）。ネッシーに倣って名付けられた。目撃証言以外にも、湖面の波紋などが幾つかの写真にも納められているが、正体は不明とされている。
湖面の美しい屈斜路湖における神秘性の高い話題として、地元では観光資源の一つともなっている。日本の未確認巨大水棲（）生物でも、鹿児島県池田湖のイッシーと並びかなりの知名度を誇る未確認生物だが、2000年代以降は目撃報告がほぼ途絶えている。

## 目撃情報
- 1972年11月、湖畔の国道を車で走行中に湖の岸に向かって移動してくる、ボートを逆様にしたような物体をドライバーが目撃（このドライバーは1974年にクッシーと思われる写真を撮影している）。それ以前にも怪物の目撃情報はあったが、1973年8月、中学生40人程が藻琴山への遠足中に目撃したことが知られ、全国的にクッシーの存在が知れ渡ることになった[1]。
- 1974年7月、一家が湖面を移動する2つの黒い物体を目撃。2つの物体は移動した後、ものすごい水音と大波を立てて水中に沈み、その音は丸太を10本ほど湖に投げこんだようなものだったという[2]。
- 同年9月18日、湖面に三角形の形をした2つのコブが目撃される。コブの全長は10 - 15メートルほどで、ヌメヌメと光っていた。モーターボート程度の速さで移動しながらやがて水中に没したが、約15人程がこの光景を呆然と眺めていたという。同月、北海道放送のビデオカメラが湖面に浮かぶ丸い物体を捉えたが、外見がわかるような資料がなく、正体が何であるかの検討段階には至っていない[3]。
- 1975年7月5日午前9時半ごろ、林業を営む男性が馬を使って湖畔での木の切り出し作業中、馬が急に何かに脅え始めたため湖面の方を見ると、50メートルほど先に、馬の頭よりずっと大きい、銀色の目を光らせた焦げ茶色の顔が顔を出しているのを目撃。そのうちこの怪物は湖に姿を消したという。また、土産物販売店の店員による「夜中に湖の方から『ダッポン、ダッポン』という大きな音が聞こえた」という証言もある。湖にイカ、イモ、野菜を仕掛けたところ、イカだけが何者かに歯で食いちぎれた状態で見つかっており、湖にはトゲウオぐらいしか魚はいないため、クッシーがイカを食べたのではないかと推測された[4]。
- 1979年8月2日。屈斜路湖の見物に訪れた一家が、湖の中島近くの水面を水すましのように走る物体を撮影。写真の物体については、当時湖で水上ボートが走っていたこと、当日は多くの観光客がいたにもかかわらず目撃者がこの一家だけであることから、誤認の可能性が濃厚となった。その後、湖から首を出して泳ぐクッシーと見られる写真が公表されたが、その真偽は不明[5]。
- 1988年には当時地元でレストランを経営する男性がモーターボートで追跡して15メートル程まで近づいたと主張。彼によれば、クッシーの背中はイルカのような黒ずんだものだったという。
- 1990年にも美幌峠から写真が撮影されている。撮影者によるとヌメっとした馬の首のような物体を見たという。
- 1997年6月には、弟子屈の消防署員が砂湯の沖でクッシーを目撃。およそ100メートルほど先の沖が波立ち、全長20メートルほどある怪獣が銀色の頭を水面から出していたという。

これ以後目撃証言がピタリと止んでいる。

## 正体
- 首長竜生き残り説、イトウ説、アメマス説などがある。

- 否定派はクッシーの存在しない根拠として、屈斜路湖には大型の生物が住むには餌となる魚が不足していることを挙げている。屈斜路湖がカルデラ湖であり、1938年の屈斜路地震で湖底から硫黄が噴出し、pH4前後まで酸性に傾き魚類はほぼ全滅したことなどをあげ、近代になってマスが放流されたとは言え、とても大型生物が住める環境ではないとしている[6]。

## 言い伝え
- アイヌの伝説にも湖に住む巨大なヘビの話[1]（「鹿がこのヘビに丸呑みされた」など）や湖に住む巨大なアメマスやイトウ（オビラメ）の伝承があり、これらに関連があるのではないかとも指摘されている。また、明治に本土からこの地へとやってきた開拓民も、現地のアイヌから湖の主のことを聞かされ、「湖を見ても誰にも話してはならない。話すと災いが起こる」と言われたという。そのため、開拓民も屈斜路湖で「主」を目撃しても、見て見ぬふりをしてきたとされ、地震が起こる度に湖の主のたたりと恐れたという話がある。このため、湖の怪物の存在はあまり外部に広まらなかったとされる。もちろん、これがクッシーのことを指しているとは限らない。

- 湖が凍ると湖面が割れる現象があり、クッシーの仕業ではないかと地元では言われている。これは、「御神渡り」現象と言われる。同様の現象は諏訪湖でも観察されており、神が通った跡と説明されている。湖面にできた氷が収縮と膨張を繰り返すと、湖面に氷の山ができあがり、一見するとヘビのような形になって湖面を縦断する。屈斜路湖でも、砂湯から10キロメートルに及ぶ長い「御神渡り」が観測されたこともある。アイヌの湖のヘビの伝説もこれから連想されたのではという見方もある。

## ネッシーとクッシーの歌
- ネッシーとクッシー（1976年 ビクター KV-543、作詞 前川市治郎、作曲 牧野民治、編曲 前田俊明、歌手 田中星児）